# Segurança de memória
Segurança da memória (do inglês memory safety) é o estado de proteção contra vários bugs de software e vulnerabilidades de segurança ao lidar com o acesso à memória, como estouro de buffer e ponteiros pendentes. Por exemplo, o Java é considerado seguro para a memória porque sua detecção de erro em tempo de execução verifica os limites de array e desreferências de ponteiro. Em contraste, C e C++ permitem aritmética arbitrária de ponteiros com ponteiros implementados como endereços diretos de memória sem provisão para verificação de limites, e, portanto, são potencialmente inseguros para a memória (memory-unsafe).